# 稗貫輝時
稗貫 輝時（ひえぬき てるとき）は、戦国時代の人物。名は輝家（てるいえ）、輝忠（てるただ）とも。

## 生涯
斯波氏の出身で、稗貫晴家の養子となった。
天文24年（1555年）、上洛して室町幕府13代将軍・足利義輝に黄金10両を献上し、その際に義輝の偏諱を賜って、輝時と名乗ったという。
没年には諸説あり、天正3年（1575年）に亡くなったとされるが、天正18年（1590年）には、伊達氏へ稗貫輝家名義での書状が出されている。